# فینال‌های ان‌بی‌ای ۱۹۹۳
فینال‌های ان‌بی‌ای ۱۹۹۳ مرحلهٔ قهرمانی و پایان‌بخش بازی‌های حذفی اتحادیهٔ ملی بسکتبال در فصل ۹۳–۱۹۹۲ می‌باشد. تیم شیکاگو بولز، مدافع عنوان قهرمانی و قهرمان کنفرانس شرق در بازی‌های حذفی با رهبری مایکل جردن با شکست دادن فینیکس سانز، قهرمان کنفرانس غرب در بازی‌های حذفی و بهترین تیم فصل عادی با ۶۲ پیروزی به رهبری چارلز بارکلی، باارزش‌ترین بازیکن فصل رهبری می‌شد توانست برای سومین فصل پیاپی عنوان قهرمانی لیگ را از آن خود کند. شیکاگو پس از تیم بوستون سلتیکس در دههٔ ۱۹۶۰، نخستین تیمی بود که به سه قهرمانی متوالی دست پیدا می‌کند. قهرمانی سه-بارهٔ شیکاگو با پرتاب سه امتیازی پیروزی بخش بازی جان پکسون در بازی ششم که نتیجهٔ بازی را به ۹۹–۹۸ تغییر داد، به دست آمد.

## پیش‌زمینه

### مسیر فینال
| #  | کنفرانس غرب           | کنفرانس غرب | کنفرانس غرب | کنفرانس غرب | کنفرانس غرب   |
| #  | تیم                   | برد         | باخت        | درصد برد    | بازی‌های پشت‌سر |
| -- | --------------------- | ----------- | ----------- | ----------- | ------------- |
| ۱  | z-فینیکس سانز         | ۶۲          | ۲۰          | ۰٫۷۵۶       | –             |
| ۲  | y-هیوستون راکتس       | ۵۵          | ۲۷          | ۰٫۶۷۱       | ۷             |
| ۳  | x-سیاتل سوپرسانیکس    | ۵۵          | ۲۷          | ۰٫۶۷۱       | ۷             |
| ۴  | x-پورتلند تریل بلیزرز | ۵۱          | ۳۱          | ۰٫۶۲۲       | ۱۱            |
| ۵  | x-سن آنتونیو اسپرز    | ۴۹          | ۳۳          | ۰٫۵۹۸       | ۱۳            |
| ۶  | x-یوتا جاز            | ۴۷          | ۳۵          | ۰٫۵۷۳       | ۱۸            |
| ۷  | x-لس آنجلس کلیپرز     | ۴۱          | ۴۱          | ۰٫۵۰۰       | ۲۱            |
| ۸  | x-لس آنجلس لیکرز      | ۳۹          | ۴۳          | ۰٫۴۷۶       | ۲۳            |
|    |                       |             |             |             |               |
| ۹  | دنور ناگتس            | ۳۶          | ۴۶          | ۰٫۴۳۹       | ۲۶            |
| ۱۰ | گلدن استیت واریرز     | ۳۴          | ۴۸          | ۰٫۴۱۵       | ۲۸            |
| ۱۱ | ساکرامنتو کینگز       | ۲۵          | ۵۷          | ۰٫۳۰۵       | ۳۷            |
| ۱۲ | مینه‌سوتا تیمبرولوز    | ۱۹          | ۶۳          | ۰٫۲۳۲       | ۴۳            |
| ۱۳ | دالاس ماوریکس         | ۱۱          | ۷۱          | ۰٫۱۳۴       | ۵۱            |

| #  | کنفرانس شرق           | کنفرانس شرق | کنفرانس شرق | کنفرانس شرق | کنفرانس شرق   |
| #  | تیم                   | برد         | باخت        | درصد برد    | بازی‌های پشت‌سر |
| -- | --------------------- | ----------- | ----------- | ----------- | ------------- |
| ۱  | c-نیویورک نیکس        | ۶۰          | ۲۲          | ۰٫۷۳۲       | –             |
| ۲  | y-شیکاگو بولز         | ۵۷          | ۲۵          | ۰٫۶۹۵       | ۳             |
| ۳  | x-کلیولند کاوالیرز    | ۵۴          | ۲۸          | ۰٫۶۵۹       | ۶             |
| ۴  | x-بوستون سلتیکس       | ۴۸          | ۳۴          | .۵۸۵        | ۱۲            |
| ۵  | x-شارلوت هورنتس       | ۴۴          | ۳۸          | ۰٫۵۳۷       | ۱۶            |
| ۶  | x-نیوجرسی نتس         | ۴۳          | ۳۹          | ۰٫۵۲۴       | ۱۷            |
| ۷  | x-آتلانتا هاوکس       | ۴۳          | ۳۹          | ۰٫۵۲۴       | ۱۷            |
| ۸  | x-ایندیانا پیسرز      | ۴۱          | ۴۱          | ۰٫۵۰۰       | ۱۹            |
|    |                       |             |             |             |               |
| ۹  | اورلندو مجیک          | ۴۱          | ۴۱          | ۰٫۵۰۰       | ۱۹            |
| ۱۰ | دیترویت پیستونز       | ۴۰          | ۴۲          | ۰٫۴۸۸       | ۲۰            |
| ۱۱ | میامی هیت             | ۳۶          | ۴۶          | ۰٫۴۳۹       | ۲۴            |
| ۱۲ | میلواکی باکس          | ۲۸          | ۵۴          | ۰٫۳۴۱       | ۳۲            |
| ۱۳ | فیلادلفیا سونتی‌سیکسرز | ۲۶          | ۵۶          | ۰٫۳۱۷       | ۳۶            |
| ۱۴ | واشینگتن بولتز        | ۲۲          | ۶۰          | ۰٫۲۶۸       | ۳۸            |

### سری‌های فصل عادی
این دو در فصل عادی دو بار با هم دیدار کردند، هر تیم یک برد خارج از خانه به دست آورد:
| ۲۲ نوامبر ۱۹۹۲ |

|  |

| شیکاگو بولز ۱۲۸, فینیکس سانز ۱۱۱ |

| ۳۰ مارس ۱۹۹۳ |

|  |

| فینیکس سانز ۱۱۳, شیکاگو بولز ۱۰۹ |

## خلاصه سری
| بازی   | تاریخ             | تیم مهمان   | نتیجه                         | تیم میزبان  |
| ------ | ----------------- | ----------- | ----------------------------- | ----------- |
| بازی ۱ | چهارشنبه، ۹ ژوئن  | شیکاگو بولز | ۱۰۰–۹۲ (۱–۰)                  | فینیکس سانز |
| بازی ۲ | جمعه، ۱۱ ژوئن     | شیکاگو بولز | ۱۱۱–۱۰۸ (۲–۰)                 | فینیکس سانز |
| بازی ۳ | یکشنبه، ۱۳ ژوئن   | فینیکس سانز | ۱۲۹–۱۲۱ (وقت اضافه سوم) (۱–۲) | شیکاگو بولز |
| بازی ۴ | چهارشنبه، ۱۶ ژوئن | فینیکس سانز | ۱۰۵–۱۱۱ (۱–۳)                 | شیکاگو بولز |
| بازی ۵ | جمعه، ۱۸ ژوئن     | فینیکس سانز | ۱۰۸–۹۸ (۲–۳)                  | شیکاگو بولز |
| بازی ۶ | یکشنبه، ۲۰ ژوئن   | شیکاگو بولز | ۹۹–۹۸ (۴–۲)                   | فینیکس سانز |

### بازی ۱
| ۹ ژوئن 9:00et |

|  |

| شیکاگو بولز ۱۰۰, فینیکس سانز ۹۲                                                                        |  |                                                                      |
| امتیاز بر پایه وقت: ۳۴–۲۰, ۱۸–۲۱, ۲۱–۲۸, ۲۷–۲۳                                                         |  |                                                                      |
| امتیاز: مایکل جردن ۳۱ ریباند: Scott Williams ۱۰ پاس : Armstrong, Grant, مایکل جردن، اسکاتی پیپن همگی ۵ |  | امتیاز: چارلز بارکلی ۲۱ ریباند: Richard Dumas ۱۲ پاس: چارلز بارکلی ۵ |
| شیکاگو پیشتاز سری، ۱–۰                                                                                 |  |                                                                      |

### بازی ۲
| ۱۱ ژوئن 9:00et |

|  |

| شیکاگو بولز ۱۱۱, فینیکس سانز ۱۰۸                                              |  |                                                                    |
| امتیاز بر پایه وقت: ۲۸–۲۹, ۳۱–۲۴, ۲۸–۳۱, ۲۴–۲۴                                |  |                                                                    |
| امتیاز: مایکل جردن ۴۲ ریباند: Grant, اسکاتی پیپن همگی ۱۲ پاس : اسکاتی پیپن ۱۲ |  | امتیاز: چارلز بارکلی ۴۲ ریباند: چارلز بارکلی ۱۳ پاس: کوین جانسون ۷ |
| شیکاگو پیشتاز سری، ۲–۰                                                        |  |                                                                    |

### بازی ۳
| ۱۳ ژوئن 7:00et |

|  |

| فینیکس سانز ۱۲۹, شیکاگو بولز ۱۲۱ (3OT)                           |  |                                                                  |
| امتیاز بر پایه وقت: ۲۹–۲۹, ۲۹–۲۸, ۲۸–۲۸, ۱۷–۱۸, وقت اضافه: ۲۶–۱۸ |  |                                                                  |
| امتیاز: دن مجرل ۲۸ ریباند: چارلز بارکلی ۱۹ پاس : کوین جانسون ۹   |  | امتیاز: مایکل جردن ۴۴ ریباند: Horace Grant ۱۷ پاس: اسکاتی پیپن ۹ |
| شیکاگو پیشتاز سری، ۲–۱                                           |  |                                                                  |

### بازی ۴
| ۱۶ ژوئن 9:00et |

|  |

| فینیکس سانز ۱۰۵, شیکاگو بولز ۱۱۱                                      |  |                                                                   |
| امتیاز بر پایه وقت: ۲۷–۳۱, ۳۱–۳۰, ۲۳–۲۵, ۲۴–۲۵                        |  |                                                                   |
| امتیاز: چارلز بارکلی ۳۲ ریباند: چارلز بارکلی ۱۲ پاس : چارلز بارکلی ۱۰ |  | امتیاز: مایکل جردن ۵۵ ریباند: Horace Grant ۱۶ پاس: اسکاتی پیپن ۱۰ |
| شیکاگو پیشتاز سری، ۳–۱                                                |  |                                                                   |

### بازی ۵
| ۱۸ ژوئن 9:00et |

|  |

| فینیکس سانز ۱۰۸, شیکاگو بولز ۹۸                                           |  |                                                                          |
| امتیاز بر پایه وقت: ۳۳–۲۱, ۲۱–۲۸, ۲۶–۲۴, ۲۸–۲۵                            |  |                                                                          |
| امتیاز: کوین جانیون، Dumas همگی ۲۵ ریباند: دن مجرل ۱۲ پاس : کوین جانسون ۸ |  | امتیاز: مایکل جردن ۴۱ ریباند: Grant, مایکل جردن همگی ۷ پاس: مایکل جردن ۷ |
| شیکاگو پیشتاز سری، ۳–۲                                                    |  |                                                                          |

### بازی ۶
| ۲۰ ژوئن 7:30et |

|  |

| شیکاگو بولز ۹۹, فینیکس سانز ۹۸                                  |  |                                                                                   |
| امتیاز بر پایه وقت: ۳۷–۲۸, ۱۹–۲۳, ۳۱–۲۸, ۱۲–۱۹                  |  |                                                                                   |
| امتیاز: مایکل جردن ۳۳ ریباند: اسکاتی پیپن ۱۲ پاس : مایکل جردن ۷ |  | امتیاز: چارلز بارکلی، دن مجرل همگی ۲۱ ریباند: چارلز بارکلی ۱۷ پاس: کوین جانسون ۱۰ |
| شیکاگو برندهٔ سری، ۴–۲                                           |  |                                                                                   |

## آمارهای بازیکنان
شیکاگو بولز
| بازیکن          | GP | GS | MPG  | FG%   | 3FG%   | FT%   | RPG  | APG | SPG | BPG | PPG  |
| --------------- | -- | -- | ---- | ----- | ------ | ----- | ---- | --- | --- | --- | ---- |
| B. J. Armstrong | ۶  | ۶  | ۴۱٫۸ | ۰٫۵۰۸ | ۰٫۵۲۶  | ۱٫۰۰۰ | ۱٫۸  | ۵٫۰ | ۰٫۸ | ۰٫۲ | ۱۳٫۵ |
| Bill Cartwright | ۶  | ۶  | ۲۱٫۳ | ۰٫۴۰۰ | ۰٫۰۰۰  | ۰٫۵۰۰ | ۳٫۲  | ۱٫۷ | ۰٫۵ | ۰٫۲ | ۴٫۳  |
| Horace Grant    | ۶  | ۶  | ۳۸٫۸ | ۰٫۵۲۸ | ۰٫۰۰۰  | ۰٫۵۷۹ | ۱۰٫۳ | ۲٫۳ | ۱٫۵ | ۱٫۵ | ۱۱٫۲ |
| Michael Jordan  | ۶  | ۶  | ۴۵٫۷ | ۰٫۵۰۸ | ۰۰٫۴۰۰ | ۰٫۶۹۴ | ۸٫۵  | ۶٫۳ | ۱٫۷ | ۰٫۷ | ۴۱٫۰ |
| Stacey King     | ۶  | ۰  | ۸٫۲  | ۰٫۲۷۳ | ۰٫۰۰۰  | ۰٫۸۷۵ | ۱٫۳  | ۰٫۵ | ۰٫۳ | ۰٫۲ | ۲٫۲  |
| Rodney McCray   | ۱  | ۰  | ۴٫۰  | ۰٫۰۰۰ | ۰٫۰۰۰  | ۰٫۰۰۰ | ۱٫۰  | ۰٫۰ | ۰٫۰ | ۰٫۰ | ۰٫۰  |
| John Paxson     | ۶  | ۰  | ۱۶٫۰ | ۰٫۶۱۹ | ۰٫۶۴۳  | ۰٫۰۰۰ | ۱٫۵  | ۰٫۸ | ۰٫۵ | ۰٫۲ | ۵٫۸  |
| Will Perdue     | ۱  | ۰  | ۹٫۰  | ۰٫۰۰۰ | ۰٫۰۰۰  | ۰٫۰۰۰ | ۳٫۰  | ۰٫۰ | ۰٫۰ | ۰٫۰ | ۰٫۰  |
| Scottie Pippen  | ۶  | ۶  | ۴۴٫۳ | ۰٫۴۳۹ | ۰٫۰۰۰  | ۰٫۵۴۳ | ۹٫۲  | ۷٫۷ | ۲٫۰ | ۱٫۰ | ۲۱٫۲ |
| Trent Tucker    | ۶  | ۰  | ۶٫۸  | ۰٫۷۰۰ | ۰٫۶۰۰  | ۰٫۰۰۰ | ۰٫۳  | ۰٫۷ | ۰٫۲ | ۰٫۰ | ۲٫۸  |
| Darrell Walker  | ۳  | ۰  | ۱٫۷  | ۰٫۰۰۰ | ۰٫۰۰۰  | ۰٫۰۰۰ | ۰٫۰  | ۰٫۳ | ۰٫۰ | ۰٫۰ | ۰٫۰  |
| Scott Williams  | ۶  | ۰  | ۲۶٫۵ | ۰٫۴۰۶ | ۰٫۰۰۰  | ۰٫۲۸۶ | ۶٫۳  | ۱٫۷ | ۰٫۵ | ۱٫۵ | ۴٫۷  |

فینیکس سانز
| بازیکن          | GP | GS | MPG  | FG%   | 3FG%  | FT%   | RPG  | APG | SPG | BPG | PPG  |
| --------------- | -- | -- | ---- | ----- | ----- | ----- | ---- | --- | --- | --- | ---- |
| Danny Ainge     | ۶  | ۰  | ۲۷٫۰ | ۰٫۴۷۵ | ۰٫۶۶۷ | ۰٫۷۷۸ | ۳٫۰  | ۲٫۵ | ۰٫۳ | ۰٫۰ | ۸٫۸  |
| Charles Barkley | ۶  | ۶  | ۴۶٫۲ | ۰٫۴۷۶ | ۰٫۲۵۰ | ۰٫۷۵۰ | ۱۳٫۰ | ۵٫۵ | ۱٫۲ | ۰٫۵ | ۲۷٫۳ |
| Tom Chambers    | ۶  | ۰  | ۱۵٫۳ | ۰٫۳۵۹ | ۰٫۰۰۰ | ۰٫۸۰۰ | ۳٫۰  | ۰٫۵ | ۰٫۲ | ۰٫۵ | ۶٫۷  |
| Richard Dumas   | ۶  | ۶  | ۲۶٫۷ | ۰٫۵۷۱ | ۰٫۰۰۰ | ۰٫۷۷۸ | ۴٫۳  | ۱٫۰ | ۱٫۳ | ۱٫۰ | ۱۵٫۸ |
| Frank Johnson   | ۶  | ۰  | ۷٫۳  | ۰٫۴۱۲ | ۰٫۰۰۰ | ۱٫۰۰۰ | ۰٫۳  | ۰٫۸ | ۰٫۵ | ۰٫۰ | ۳٫۰  |
| Kevin Johnson   | ۶  | ۶  | ۴۳٫۳ | ۰٫۴۲۱ | ۰٫۰۰۰ | ۰٫۹۲۰ | ۳٫۰  | ۶٫۵ | ۱٫۳ | ۰٫۳ | ۱۷٫۲ |
| Dan Majerle     | ۶  | ۶  | ۴۶٫۸ | ۰٫۴۴۳ | ۰٫۴۳۶ | ۰٫۸۰۰ | ۸٫۲  | ۳٫۷ | ۱٫۳ | ۲٫۲ | ۱۷٫۲ |
| Oliver Miller   | ۶  | ۰  | ۱۷٫۸ | ۰٫۴۴۴ | ۰٫۰۰۰ | ۰٫۷۵۰ | ۴٫۲  | ۱٫۳ | ۰٫۷ | ۲٫۰ | ۵٫۰  |
| Jerrod Mustaf   | ۲  | ۰  | ۱٫۰  | ۰٫۰۰۰ | ۰٫۰۰۰ | ۰٫۰۰۰ | ۰٫۰  | ۰٫۰ | ۰٫۰ | ۰٫۰ | ۰٫۰  |
| Mark West       | ۶  | ۶  | ۲۱٫۷ | ۰٫۶۱۹ | ۰٫۰۰۰ | ۰٫۵۳۳ | ۴٫۳  | ۰٫۷ | ۰٫۰ | ۱٫۲ | ۵٫۷  |